# The Mamas and the Papas
The Mamas and the Papas was een Amerikaanse zanggroep uit het midden van de jaren zestig. Samen met The Beach Boys, The Byrds en The Lovin' Spoonful behoorde de groep tot de weinige Amerikaanse bands die succes hadden tijdens de zogenaamde Britse invasie.

## Verloop

### Ontstaan
John Phillips, Cass Elliot, Denny Doherty en Michelle Phillips formeerden de groep nadat voorgaande pogingen tot het opzetten van een folkgroep hadden gefaald. Ze hadden al direct een reusachtige hit met California Dreamin', dat nog steeds hun bekendste nummer is.
Inspiratie voor de naam kwam van een praatprogramma op televisie. Tijdens een brainstormsessie zette iemand de televisie aan. In het programma werd een gesprek gevoerd met een Hells Angel. De eerste zin die ze hoorden was "Now hold on there, Hoss. Some people call our women cheap, but we just call them our Mamas". ("Ho even, Hoss. Sommige mensen betitelen onze vrouwen als 'goedkoop' maar wij noemen ze gewoon 'Mama'"). Cass sprong op en riep uit "Ja! Ik wil een 'Mama' zijn!" Michelle stemde daarmee in en wilde ook een 'Mama' zijn. John en Denny keken elkaar aan en John zei "Papas? Okay, probleem opgelost". De band had zijn naam.
In interviews gaven de bandleden grif toe dat tijdens hun opnamesessies (en eigenlijk ook de rest van hun leven) veel gebruik werd gemaakt van drugs; er waren altijd veel marihuana en andere populaire drugs uit die tijd voorhanden. Ze gaven zelfs toe dat ze de drugs gebruikten voor de ogen van hun kinderen, die ook vaak bij de opnamesessies aanwezig waren.

### Einde van de band
Al lang voor het ontstaan van de band was John getrouwd met Michelle, die toen pas achttien jaar oud was.
Vroeg in het bestaan van de band, toen ze nog The Journeymen heetten en Cass er nog niet bij was, begonnen Michelle en Doherty een verhouding. Dit wisten ze lange tijd voor de andere twee bandleden verborgen te houden. Tijdens een reis door Mexico vertelde Denny aan Cass over de verhouding. Cass was woedend omdat ze in stilte verliefd was op Denny. Enige tijd later betrapte John de twee op heterdaad en verliet het huis waar ze samen in woonden.
John kon niet langer samenwonen met Michelle en trok in bij Denny. Beide heren waren nog steeds verliefd op Michelle en confronteerden haar op een dag met het verzoek om een keuze te maken. Na enige besluiteloosheid koos ze voor John en ging weer met hem samenwonen. Dit hield echter niet lang stand, waarna Michelle haar toevlucht zocht in de armen van Gene Clark, lid van de bevriende en concurrerende band The Byrds. Na een concert waarbij Michelle kushandjes blies in de richting van Clark, die op de eerste rij zat, was de maat voor John vol. Hij zei dat hij niet langer met Michelle samen kon optreden. Samen met een advocaat stelden ze een verklaring op dat Michelle uit de band werd gezet.
Jill Gibson, een vriendin van hun producer, werd ingehuurd om de plaats van Michelle in te nemen. Gibson was geen zangeres, maar leerde in enkele weken de nummers goed te vertolken. Haar belangrijkste bijdrage was echter dat ze vooral uiterlijk erg op Michelle leek: lang blond haar, slank, knap gezicht.
Al snel nadat ze weer begonnen op te treden bleken de fans niet gelukkig met deze vervanging. Tijdens ieder optreden riepen de fans "Where is Mama Michelle?" en "We want Mama Michelle". Kort daarop werd Michelle weer in de band opgenomen en kon Jill vertrekken.
Alles leek weer bij het oude: John en Michelle waren weer samen en de band was weer aan het werk. Denny Doherty was echter zwaar aan het drinken geslagen om Michelle maar te vergeten en had het er heel moeilijk mee haar samen met John te zien. De band trad aan als afsluiter van het eerste Monterey Pop Festival, maar het optreden was geen succes.
De band probeerde te werken aan een nieuw album (wat contractueel verplicht was), maar vorderde nauwelijks. Om hun creativiteit aan te slingeren maakten de leden een trip naar Engeland. Op een feestje, aangeboden door hun platenmaatschappij, raakte Cass in gesprek met Mick Jagger. John kwam erbij en maakte een grove, beledigende opmerking over haar ten overstaan van de aanwezigen. Beledigd en teleurgesteld rende Cass de kamer uit en verliet direct daarop de band. Als lapmiddel bracht de platenmaatschappij daarop een "Greatest Hits" album uit.
Cass was contractueel verplicht mee te werken aan het volgende album en werkte dus mee aan The Papas & the Mamas.
Kort daarna, in juli 1968, hield de band op te bestaan.

### Eenmalige hereniging en nieuwe formatie
Cass Elliot begon aan een zeer succesvolle solocarrière en toerde door de Verenigde Staten en Europa. Bij het nazien van de contracten besloot de platenmaatschappij dat ze nog een album te goed hadden van de band. Na bijna een jaar uit elkaar geweest te zijn kwamen de bandleden daarom samen om hun laatste album People Like Us (1971) op te nemen.
In 1982 werd getracht de groep nieuw leven in te blazen. Elaine „Spanky“ McFarlane nam de plaats in van de inmiddels overleden Mama Cass. Mama Michelle, die inmiddels van Papa John gescheiden was, wilde niets met haar ex-man te maken hebben en deed daarom niet mee. Haar plaats werd ingenomen door Johns oudste dochter Mackenzie. Van een liveoptreden is een cd gemaakt, maar meer dan een verzamelaarsobject is het niet geworden. Volgens fans haalde McFarlanes stem het in de verste verte niet bij die van Mama Cass en had Papa Denny niet meer het gouden stemgeluid waar hij beroemd mee was geworden.

### Erfenis
Mackenzie Phillips had in de jaren zeventig een tienerrol in de televisieserie One Day at a Time. In september 2009 kwam Phillips in het nieuws vanwege haar autobiografie, waarin zij onder meer schrijft over haar drugsverslaving en de incestueuze verhouding met haar vader.
De dochter van John en Michelle, Chynna, formeerde samen met de dochters van Beach Boy Brian Wilson, met wie zij al van jongs af aan bevriend was, de band Wilson Phillips.
De derde en laatste dochter van John, Bijou Phillips, is een succesvol actrice.
In 1998 werden The Mamas and the Papas ingevoerd in de Rock and Roll Hall of Fame en in 2000 gebeurde datzelfde voor de Vocal Group Hall of Fame.

## Overleden
Cass Elliot overleed in 1974 op 32-jarige leeftijd tijdens een tournee aan een hartaanval. John Phillips overleed in 2001 op 65-jarige leeftijd aan een hartstilstand. Denny Doherty overleed in 2007 op 66-jarige leeftijd aan de gevolgen van nierproblemen. Michelle Phillips is als enige van de groepsleden nog in leven; zij heeft een redelijk succesvolle acteercarrière achter de rug.

## Discografie

### Albums
| Album met eventuele hitnotering(en) in de Nederlandse Album Top 100 | Datum van verschijnen | Datum van binnenkomst | Hoogste positie | Aantal weken | Opmerkingen |
| ------------------------------------------------------------------- | --------------------- | --------------------- | --------------- | ------------ | ----------- |
| The best of Mama's & Papa's                                         |                       | 30-07-1977            | 2               | 14           |             |
| California dreamin' - The very best of                              |                       | 06-05-1995            | 33              | 10           |             |

### Singles
| Single met eventuele hitnotering(en) in de Nederlandse Top 40 | Datum van verschijnen | Datum van binnenkomst | Hoogste positie | Aantal weken | Opmerkingen |
| ------------------------------------------------------------- | --------------------- | --------------------- | --------------- | ------------ | ----------- |
| Monday, Monday                                                |                       | 21-05-1966            | 2               | 16           |             |
| I Saw Her Again                                               |                       | 13-08-1966            | 8               | 8            |             |
| Words of love                                                 |                       | 18-02-1967            | 34              | 2            |             |
| Dedicated to the one I love                                   |                       | 08-04-1967            | 15              | 11           |             |
| Creeque Alley                                                 |                       | 08-07-1967            | 34              | 3            |             |
| Twelve thirty                                                 |                       | 14-10-1967            | 17              | 7            |             |
| Glad to be unhappy                                            |                       | 02-12-1967            | 25              | 5            |             |

### NPO Radio 2 Top 2000
| Nummers met noteringen in de NPO Radio 2 Top 2000 | '99  | '00  | '01  | '02  | '03  | '04  | '05  | '06  | '07  | '08  | '09  | '10  | '11  | '12  | '13  | '14  | '15  | '16  | '17  | '18  | '19  | '20  | '21  | '22 | '23 | '24 |
| ------------------------------------------------- | ---- | ---- | ---- | ---- | ---- | ---- | ---- | ---- | ---- | ---- | ---- | ---- | ---- | ---- | ---- | ---- | ---- | ---- | ---- | ---- | ---- | ---- | ---- | --- | --- | --- |
| California Dreamin'                               | 153  | 135  | 296  | 164  | 123  | 128  | 185  | 168  | 270  | 159  | 155  | 146  | 167  | 183  | 250  | 237  | 247  | 255  | 262  | 302  | 248  | 238  | 266  | 279 | 281 | 290 |
| Dedicated to the One I Love                       | 1433 | 1659 | 1687 | 1659 | -    | 1975 | -    | 1797 | -    | -    | 1722 | 1769 | -    | -    | -    | -    | -    | -    | -    | -    | -    | -    | -    | -   | -   | -   |
| I Saw Her Again                                   | -    | 1326 | 2000 | 1977 | -    | 1589 | -    | -    | -    | -    | -    | -    | -    | -    | -    | -    | -    | -    | -    | -    | -    | -    | -    | -   | -   | -   |
| Monday, Monday                                    | 673  | 824  | 927  | 857  | 910  | 728  | 830  | 628  | 803  | 727  | 680  | 937  | 838  | 1226 | 1291 | 1038 | 1404 | 1563 | 1669 | 1820 | 1765 | 1895 | 1932 | -   | -   | -   |
| Twelve Thirty                                     | -    | 1358 | 1219 | 1300 | 1980 | 1606 | 1710 | 1615 | 1871 | 1665 | 1556 | 1632 | 1949 | -    | -    | -    | -    | -    | -    | -    | -    | -    | -    | -   | -   | -   |

1. ↑  Een '-' betekent dat het nummer niet was genoteerd en een vetgedrukt getal geeft de hoogste notering van een nummer aan.